# Viljandi-museum
Het Viljandi Museum is een museum in de Estse stad Viljandi dat zich voornamelijk bezig met het onderzoeken, verzamelen, behouden en tentoonstellen van de geschiedenis van de stad en de provincie Viljandimaa.
Het Viljandi Museum begon met archeologische opgravingen bij Kasteel Viljandi tussen 1878 en 1879. In 1881 werd op basis van de opgraving een stichting opgericht, dat de beheerder van het museum werd. In 1942 verhuisde het museum naar zijn huidige locatie in een 18e-eeuws apotheekgebouw. 
Een van de tentoongestelde objecten in een schaalmodel van Kasteel Viljandi. Het Viljandi-museum is ook verantwoordelijk voor het beheer van het Mart Saar-museum in het Nationaal Park Soomaa.